# Алферьев, Пётр Фёдорович
Пётр Фёдорович Алфе́рьев (24 июня 1893 — 13 июля 1942) — советский военачальник, генерал-майор (1940).

## Биография
Родился в деревне Фёдоровское, ныне Юрьев-Польского района Владимирской области в крестьянской семье. Окончил Переславльское городское училище.
В ноябре 1914 года призван в ряды Русской императорской армии. В марте 1915 года окончил учебную команду лейб-гвардии Петроградского полка, после чего ему было присвоено звание младшего унтер-офицера. В том же году был направлен на учёбу в 1-ю Петроградскую школу прапорщиков, которую окончил в ноябре 1915 года. Служил младшим офицером в 56-м запасном полку Московского военного округа, с мая 1917 года командовал ротой. В июне 1917 года направлен в действующую армию, участвовал в Первой мировой войне, сражался на Юго-Западном фронте. Последнее звание в царской армии — поручик.
В Красной Армии с 1919 года. В Гражданскую войну служил инструктором батальона и командиром взвода, роты и батальона в Московском военном округе. Служил также командиром сводного стрелкового полка. С февраля 1920 — помощник командира 8-го запасного стрелкового полка.
В межвоенный период — начальник штаба 18-го стрелкового полка 6-й стрелковой дивизии Московского ВО. В 1925 году окончил Военную академию РККА им. М. В. Фрунзе. С октября 1926 года — начальник штаба 14-й стрелковой дивизии Московского военного округа.
В 1929 году окончил Курсы усовершенствования высшего начальствующего состава при Военной академии РККА имени М. В. Фрунзе. С мая 1929 — начальник 4-го отдела штаба Московского военного округа. С февраля 1930 года — начальник 5-го отдела (отдел боевой подготовки) штаба Московского военного округа, с ноября 1930 преподаватель Стрелково-тактических курсов усовершенствования комсостава РККА «Выстрел» им. Коминтерна, с 1931 года вторично служил начальником штаба 14-й стрелковой дивизии Московского военного округа. С мая 1932 — старший преподаватель тактики на КУКС при академии, а с января 1934 — начальник курса Военной академии механизации и моторизации РККА имени И. В. Сталина. С февраля 1935 года — начальник отдела боевой подготовки штаба Забайкальской группы войск ОКДВА, а с 17 мая 1935 года — на такой же должности в штабе Забайкальского военного округа. С июня 1940 года — заместитель начальника управления боевой подготовки РККА, 4 июня того же года П. Ф. Алферьеву было присвоено звание генерал-майор.
В начале Великой Отечественной войны — на прежней должности. В сентябре 1941 года принял командование 34-й армией Северо-Западного фронта. После проведённого в августе 1941 года фронтового контрудара под Старой Руссой под ударами подошедших резервов противника армия была вынуждена отойти за реку Ловать, затем перешла к обороне на рубеже Кирилловщина — озеро Вельё. С середины декабря 1941 года П. Ф. Алферьев — командующий оперативной группой войск 59-й армии Волховского фронта. С марта 1942 года — заместитель командующего 2-й ударной армией этого же фронта, которая принимала участие в Любанской наступательной операции. Командующий войсками фронта Маршал Советского Союза К. А. Мерецков отмечал:

Я знал товарища П. Ф. Алферьева ещё по работе в Московском военном округе — это был высокообразованный командир с пытливым умом.
 Когда войска армии под командованием А. А. Власова оборонялись в окружении и пытались прорваться к своим войскам, «командарм Власов, — вспоминал Маршал, — бездействовал, а все попытки заместителя командующего 2-й ударной армией П. Ф. Алферьева задержать войска на последнем промежуточном рубеже не дали результатов».
Активно участвовал в операции по попытке прорыва 2-й ударной армии из окружения. 25 июня 1942 года генерала в последний раз видели живым в районе деревни Мясной Бор Новгородского района. Как следует из немецких документов, 11 июля 1942 года генерал-майор П. Ф. Алферьев пленен ветеринарной ротой 215-й пехотной дивизии в м. Коломовка. (NARA T315 R1638 f.163-164 — документы разведотдела 215-й пехотной дивизии). Из немецких же документов следует, что «генерал-майор Алферьев, заместитель командующего 2-й ударной армии, умер сегодня в результате своего ранения». (NARA T314 R54 f.82 Донесение разведотдела 1-го армейского корпуса в разведотдел 18-й армии от 13 июля 1942 года). Место захоронения генерала остается неизвестным.

## Воинские звания
- полковник (14.03.1936)
- комбриг (2.04.1940)
- генерал-майор (4.06.1940)

## Награды
- Орден Отечественной войны 1-й степени (6.05.1965, посмертно)[4]
- Орден Красной Звезды (22.02.1941)[5]
- Медаль «XX лет Рабоче-Крестьянской Красной Армии» (22.02.1938)